# Новогригорівська сільська рада (Межівський район)
| Новогригорівська сільська рада — колишній орган місцевого самоврядування у Межівському районі Дніпропетровської області з адміністративним центром у с. Новогригорівка. Сільській раді підпорядковані населені пункти: - с. Новогригорівка - с. Водолазьке - с. Красногорівка - с. Юр'ївка |

## Склад ради
Рада складається з 12 депутатів та голови.

## Керівний склад сільської ради
| ПІБ                            | Основні відомості                                                         | Дата обрання | Дата звільнення |
| ------------------------------ | ------------------------------------------------------------------------- | ------------ | --------------- |
| Мартиненко Віктор Вячеславович | Сільський голова, 1964 року народження, освіта, безпартійний              | 26.03.2006   | 31.10.2010      |
| Мартиненко Віктор Вячеславович | Сільський голова, 1964 року народження, освіта вища, член Партії регіонів | 31.10.2010   |                 |

Примітка: таблиця складена за даними джерела